# Economia della conoscenza
L'economia della conoscenza è un'espressione coniata da Peter Drucker con la quale si intende l'utilizzo delle informazioni per generare valore, con particolare attenzione a natura, creazione, diffusione, trasformazione, trasferimento, e utilizzo della conoscenza in ogni sua forma. La conoscenza da un punto di vista aziendale è una risorsa scarsa che consente, a chi la possiede, di trarre un vantaggio competitivo. È considerata una risorsa, se applicata alla risoluzione di problemi, perché può essere una fonte di guadagno.

## Descrizione
L'economia della conoscenza evidenzia i legami tra i processi di apprendimento, l'innovazione e la competitività, sempre più basata sulla conoscenza e di conseguenza sulle risorse intangibili, sul know-how e sulle competenze distintive. Alla base della conoscenza vi sono i processi cognitivi e di apprendimento dell'uomo: l'economia è fatta di scelte e le scelte sono il risultato dei processi neurobiologici che avvengono nella mente dell'uomo. Dunque, alla base della teoria economica vi devono essere i "meccanismi che guidano il lavoro della mente umana" (M. Rizzetto, 1999).
Possiamo distinguere molti tipi di conoscenza: conoscenza soggettiva e oggettiva (Popper), implicita (tacita) ed esplicita (codificata), organizzativa, incrementale, comune, specializzata.
In particolare la conoscenza implicita è quella che si basa sull'esperienza e appartiene alla sfera "personale" dell'individuo; quando questa viene elaborata diviene conoscenza codificata e quindi esplicita, incrementa lo stock di conoscenza, diviene accessibile a tutti e facilmente scambiabile sul mercato tecnologico. Al contrario, la conoscenza tacita per essere scambiata necessita di rapporti di fiducia, e pertanto della creazione di specifiche istituzioni che ne facilitino la diffusione dei flussi.
Il presupposto di base è costituito dall'osservazione che la conoscenza è un bene pubblico in senso economico, e questo comporta tipicamente il verificarsi di fallimenti di mercato, sotto forma di esternalità.
La presenza di esternalità fa sì che la conoscenza non venga prodotta spontaneamente dal mercato in quantità socialmente desiderabile. Questa circostanza giustifica l'intervento dello Stato a supporto della creazione di nuova conoscenza (ad es. i finanziamenti alla ricerca scientifica), ed a garanzia degli istituti che consentono l'appropriazione privata dei benefici derivanti dalle idee (i diritti della proprietà intellettuale).
Possono considerarsi facenti parte dell'economia della conoscenza sia l'economia dell'innovazione che l'economia della scienza.

## Economia della Conoscenza e Globalizzazione
La Globalizzazione è caratterizzata da uno sviluppo che non può essere definito lineare, e il cambiamento che esso ha apportato non è stato di certo simultaneo e generalizzato, come l'avvento di qualsiasi tecnologia.
Ma nel mondo "globalmente interconnesso" tra locale e globale, i suoi effetti sono ben visibili, e i dibattiti che la vedono da protagonista sono svariati. Tra questi quello sul cambiamento dei modelli produttivi: il superamento del sistema lavorativo organizzativo fordista - la grande realtà industriale caratterizzata dalla distribuzione interna di funzioni e ruoli sviluppati tramite una apposita gerarchia verticale - per giungere ad una struttura produttiva orizzontale "a rete" che assume dimensioni di tipo transnazionali. Proprio in questa dimensione, a cui sono direttamente connessi dimensioni dei mercati, innovazioni tecnologiche e prevalenza del lavoro immateriale, il tutto si basa sulla c.d. economia della coscienza, ossia sulla ineguale distribuzione di competenze e capacità (ovvero quelle che Pierre Bourdieu chiama i capitali culturali).